# 1940-es magyar birkózóbajnokság
Az 1940-es magyar birkózóbajnokság a harmincnegyedik magyar bajnokság volt. A kötöttfogású bajnokságot április 28-án rendezték meg Budapesten, az NTE tornacsarnokában, a szabadfogású bajnokságot pedig december 8-án Budapesten, a MÁV gépgyár lakótelepének nagytermében.

## Eredmények

### Férfi kötöttfogás
| Versenyszám  | Arany                     | Arany | Ezüst                         | Ezüst | Bronz                              | Bronz |
| ------------ | ------------------------- | ----- | ----------------------------- | ----- | ---------------------------------- | ----- |
| Légsúly      | Bencze Lajos Újpesti TE   |       | Zsámboki Pál Ceglédi MOVE     |       | Szilágyi Gyula Magyar Posztó SE    |       |
| Pehelysúly   | Tormási Károly BVSC       |       | Monos Vilmos Tatabányai SC    |       | Fecske Béla Munkás TE              |       |
| Könnyűsúly   | Móri Gyula Testvériség SE |       | Pintér István BVSC            |       | Gál József Ceglédi MOVE            |       |
| Váltósúly    | Mucsi Lajos Újpesti TE    |       | Zsolnai Károly Testvériség SE |       | Sóvári Kálmán Húsos SC             |       |
| Középsúly    | Kovács Gyula BVSC         |       | Mihályfi László Debreceni VSC |       | Balogh Gyula Újpesti TE            |       |
| Félnehézsúly | Riheczky János MÁVAG SK   |       | Tarányi József Debreceni VSC  |       | Tóth István Dunakeszi Magyarság SE |       |
| Nehézsúly    | Bóbis Gyula MAC           |       | Kósa István Testvériség SE    |       | Vitális Sándor BSzKRt SE           |       |

### Férfi szabadfogás
| Versenyszám  | Arany                      | Arany | Ezüst                         | Ezüst | Bronz                      | Bronz |
| ------------ | -------------------------- | ----- | ----------------------------- | ----- | -------------------------- | ----- |
| Légsúly      | Bencze Lajos Újpesti TE    |       | Aranyi Lajos Munkás TE        |       | Tóth István Újpesti TE     |       |
| Pehelysúly   | Tóth Ferenc Újpesti TE     |       | Vörös László BSzKRt SE        |       | Sikfalvi Lajos WMTK Csepel |       |
| Könnyűsúly   | Ferencz Károly BSzKRt SE   |       | Bognár József Újpesti TE      |       | Tóth Miklós WMTK Csepel    |       |
| Váltósúly    | Kinizsi Rudolf VI. ker. LE |       | Hunyadvári László WMTK Csepel |       | Káli Béla WMTK Csepel      |       |
| Középsúly    | Sóvári Kálmán Húsos SC     |       | Somorjai József BSzKRt SE     |       | Németi Gyula Debreceni VSC |       |
| Félnehézsúly | Kovács Gyula BVSC          |       | Pellérdi István BSzKRt SE     |       | Riheczky János MÁVAG SK    |       |
| Nehézsúly    | Bóbis Gyula MAC            |       | Palotás József BVSC           |       | –                          |       |